# نیروی هوایی سلطنتی نیوزیلند
نیروی هوایی سلطنتی نیوزیلند نیروی هوایی کشور نیوزیلند است.

این سازمان نظامی از عناصر نیوزیلند توسط نیروی هوایی سلطنتی بریتانیا تشکیل شد و در سال ۱۹۲۳ به یک نیروی نظامی مستقل تبدیل گشت. اگرچه بسیاری از هواپیماها تا پایان دهه ۱۹۴۰ در نیروی هوایی سلطنتی خدمت می‌کردند. نیروی هوایی سلطنتی نیوزیلند در جنگ جهانی دوم، جنگ کره، جنگ ویتنام، جنگ خلیج فارس و همچنین مأموریت‌های مختلف حفظ صلح سازمان ملل شرکت کرده‌است. شعار نیروی هوایی سلطنتی نیوزیلند منطبق با
شعار نیروی هوایی سلطنتی بریتانیا است.

## تاریخچه
نیروی هوایی نیوزیلند در سال ۱۹۱۳ با دو فروند هواگرد ثابت‌بال از بریتانیا آغاز به کار کرد.

### جنگ جهانی اول
در جنگ جهانی اول نیروهای هوایی نیوزیلند در یکان پروازی پادشاهی بریتانیا خدمت می‌کردند. پانزده خلبان تک‌خال که بیش از ۲۴ پیروزی کسب کردند.

دولت به تأسیس دو مدرسه خصوصی هوانوردی کمک کرد. مدرسه پرواز برادران والش در آوکلند توسط لئو و ویویان والش کسانی که نخستین هواپیمای نیوزیلند را کنترل کرده بودند، تأسیس شد.

### نیروی هوایی پایدار نیوزیلند
در پایان عملیات‌های خصمانه، بریتانیا یک هدیه امپریالیستی را برای هر یک از کشورها معادل یکصد هواپیمای جنگی تحویل داد. از جمله آورو ۵۰۴، بریستول اف. ۲ جنگنده و د هویلند که بسیاری از آنان به‌طور کلی اصلاح شد.

با توجه به اهمیت هوانوردی و تجهیزات هوایی به خصوص در زمان جنگ و با توجه به تلاش‌های نماینده مجلس هنری ویگرام در تاریخ ۱۴ ژوئن ۱۹۲۳ نیروی هوایی پایدار نیوزیلند اعلام شد.

### جنگ جهانی دوم
در جنگ جهانی دوم دولت نیوزیلند ۳۰ بمب‌افکن ویکرز ولینگتون با خدمه آن برای بریتانیا فرستاد. بسیاری در نیروی هوایی سلطنتی بریتانیا خدمت کردند.

### فعالیت‌های اخیر
در سال‌های اخیر، نیروی هوایی سلطنتی نیوزیلند در تعدادی از حوادث داخلی، به ویژه در بلایای طبیعی که در منطقه رخ داده شرکت داشته‌است.
- پس از زمین‌لرزه ۲۰۰۹ ساموآ نیروی هوایی سلطنتی نیوزیلند ابتدا برای ارزیابی آسیب و جستجو برای انسان‌ها پس از حادثه حضور یافت. نیروی هوایی سلطنتی استرالیا، نیروی دریایی ایالات متحده آمریکا و نیروی هوایی ایالات متحده آمریکا با آنان همکاری کردند. نیروی هوایی سلطنتی نیوزیلند و ایر نیوزیلند تمامی گردشگران را از ساموآ تخلیه و به آوکلند بردند.
- در ۴ سپتامبر۲۰۱۰ پس از زمین‌لرزه ۲۰۱۰ کانتربری مرکز نیروی هوایی نیوزیلند در اوکلند یک گروه برای جستجو و ارزیابی به کرایست‌چرچ فرستاد.
- در واکنش به زمین‌لرزه ۲۰۱۱ نیوزیلند نیروی هوایی سلطنتی نیوزیلند چندین فروند هواپیما و بالگرد برای کمک به مردم کرایست‌چرچ فرستاد.
- در دسامبر ۲۰۱۱ یک شناور ماهیگیری روسی در دریای راس با کوه یخ برخورد کرد. نیروی هوایی سلطنتی نیوزیلند دو فروند هواپیما به جنوبگان برای رسیدگی به اوضاع کارکنان آن شناور فرستاد.
- در سال ۲۰۱۳ نیروی هوایی سلطنتی نیوزیلند یک هارکلس سی-۱۳۰ را به فیلیپین فرستاد تا پس از طوفان به مردم محلی کمک کنند.
- پس از ناپدیدشدن پرواز شماره ۳۷۰ هواپیمایی مالزی در مارس ۲۰۱۴ نیروی هوایی سلطنتی نیوزیلند در فرودگاه آرام‌ای‌اف باتروورث استقرار یافت تا به جستجوی بوئینگ ۷۷۷ کمک کند.